# Desvío Kilómetro 78
Kilómetro 78 era un desvío ferroviario del ramal a Playa Unión que unía Trelew de la Provincia del Chubut con la localidad costera de Playa Unión, pasando por la ciudad de Rawson. Al funcionar como parada permitía el acceso de los viajeros a los trenes, aunque no se vendían pasajes ni contaba con una edificación que cumpliera las funciones de estación propiamente dicha. Este ferrocarril funcionó desde 1923 hasta el año 1961 en que fue clausurado todo lo perteneciente al Ferrocarril Central del Chubut. 

## Toponimia
Obtuvo su denominación por la progresión que alcazaba la vía desde Madryn a este punto en 78200 metros de distancia. El mismo fue redondeado para facilitar su uso en el lenguaje ferroviario. Asimismo, fue en algunos informes llamado también Desvío público o simplemente desvío.  Es así, que en los itinerarios de 1946 y 1955 apareció como desvío y no como apeadero.

## Funcionamiento
Un análisis de informes horarios mostró que este punto era de baja consideración para el ferrocarril. No figurando en muchos de los informes. De este modo los itinerarios de horarios pertenecientes al ramal Trelew - Playa Unión, desde los años 1928, 1930 , 1936 a 1942. Los mismos  no arrojaron datos de horarios y visitas a este apeadero. Estos itinerarios solo atendieron el tramo Trelew - Rawson o solo se aludió a los puntos Trelew - Rawson - Playa Unión.
No obstante, el informe de horario de 1934 brindó por primera vez, información consistente sobre este punto. El servicio de la línea que recorría el ramal a Playa Unión se realizaba diariamente, menos los domingos, con ferrobuses. Se partía desde Trelew a las 9:05, se arribaba a este desvío a las 9:19 con arribo final a Playa Unión a las 9:45. Luego el mismo servicio se repetía con trenes mixtos a las 17:00, pasando por este desvío a las 17:17 y finalizando en Playa Unión 17:55. El último servicio con ferrobuses se hacía los lunes, miércoles y viernes desde 11:25, pasando por km 78 a las 11:39 y terminando en Playa Unión a las 12:10. Por otro lado, martes, jueves y sábado el tren mixto partía desde Trelew a las 11:25, pasaba por km 78 a las 11:42 y finalizaba en Playa Unión a las 12:20. Por último, había dos frecuencias para los domingos con trenes mixtos desde las 9:10 con llegada a las 10:05 y una más que partía desde Trelew a las 15:00 y llegaba a Playa Unión a las 15:55. Las frecuencias estaban pensadas para que la gente pasara muy buena parte del día en la playa. Además, este desvío fue parada obligatoria durante este periodo.
El itinerario de Ferrocarriles del Estado del 15 de diciembre de 1940. En este documento fue presentado en su totalidad el ramal Trelew - Playa Unión. Los ferrobuses partían los miércoles de Trelew a las 9:10, con paso por el desvío a las 9:24 y arribo 9:40 a Rawson. Además, los ferrobuses hacían el tramo completo hasta Playa Unión martes, jueves, viernes y sábados saliendo desde Trelew a las 9:10, visitado el desvío a las 9:24 y finalizando en Playa Unión a las 10:00. El mismo viaje tenía una variación partiendo los miércoles 10:30, arribo a Km 78 a las 10:44 y finalización a las 11:20. El último aspecto del ramal a Playa Unión es que era conectado por trenes mixtos diariamente los domingos desde las 16:30, paso por Km 78 a las 16:47 con arribo a las 17:25; también los domingos estos trenes partían desde las 9:10 para llegar 10:05 y contaban con una salida intermedia desde las 14:30 para llegar 15:10. También, estos trenes ejecutaban salidas los lunes 9:10 con arribo al balneario a las 10:10. Por último, el itinerario no informó edificación de ningún tipo en este punto para pasajeros.
El informe de horarios de 1942 no brindó ninguna alusión a este punto en el ramal a Playa Unión y en el recorrido a Altos de Las Plumas. Paradójicamente, a pesar de que se nombró a la estación Playa Unión solo se describieron viajes y horarios para el tramo  Trelew - Rawson.  
El itinerario de 1946 informó servicio en ascenso partía de Trelew y tardaba en arribar a este punto 14 minutos. El mismo se realizaba con 3 coche motor 5  y 3 trenes 2 mixtos. En descenso cuando el viaje partía desde Playa Unión o Rawson el tren no se unía, tras pasar por este desvío, con Trelew sino hasta el empalme del ramal. En este itinerario km 78 fue tildado como parada opcional de los servicios ferroviarios, aunque con su horario definido.
El 10 de diciembre de 1948 fue presentado otro itinerario. El mismo mantuvo condiciones similares que su antecesor. La sección de la línea que tenía como destino Playa Unión encontró un servicio diversificado y aburándote: un viaje ejecutado en coches motor  todos los días desde las 10:40, paso por Km 78 a las 10:54 con arribo al balneario a las 11:25. El regreso se producía desde las 13:00 con visita a Km 78 a las 13:31 y arribo a Trelew a las 13:45. En tanto, trenes mixtos ejecutaban el viaje todos los días saliendo desde Trelew a las  8:35 y 13:50 para alcanzar el balneario a las 9:25 y las 14:40. El viaje de regreso todos los días desde las 13:00 y las 18:05 y los domingos desde las 18:55 y las 9:35. Por otra parte, el ramal contenía una sub línea que no arribaba a Playa Unión. La misma partía todos los días hábiles con ferrobuses desde Trelew a las 6:25 y alcanzaba Rawson a las 6:55. Además, el servicio se completaba con un servicio diario (menso los domingos) desde las 18:35 con arribo a Rawson 19:05. Por último, el documento no informó existencia de los demás desvíos; siendo Km 78 el único de este tipo informado. Sin embargo, fue considerado parada optativa de todos los servicios ferroviarios. 
El último informe de 1955 mencionó este apeadero como parada opcional, ya que los servicios ferroviarios se detenían aquí solo si había cargas y pasajeros dispuestos. El ferrobús alcanzaba este punto, tras partir de Trelew 6:25 a. m., a las 6:37. Luego se dirigía hacia km 82 para arribar a las 6:45 a. m., en su recorrido más rápido.

## Datos
Existen dos fuentes que proporcionaron cual era la longitud de la vía auxiliar de este desvío: la primera es el itinerario de 1934 que arrojó 180 metros. En cambió, el itinerario de 1940 declara que el desvío poseía una longitud de 228 metros. Esto se condice con una recopilación de datos del itinerario de 1945 e informes de la época de clausura detalló que el desvío era de 228 metros de longitud. Posiblemente, la diferencia se deba a una mejor medición o un error en la recopilación de datos.
Por ser una zona de topografía baja, en los alrededores se localizan las Lagunas del Ornitólogo y las lagunas negras de Trelew y Rawson. Aún es posible ver el trazado del extinto Ferrocarril Central del Chubut cerrado en 1961. La laguna es atravesada con el terraplén en su extremo sur. Esto se aprecia en las imágenes tomadas desde el avión que sobrevuela el lugar donde estuvo el Apeadero km 78.

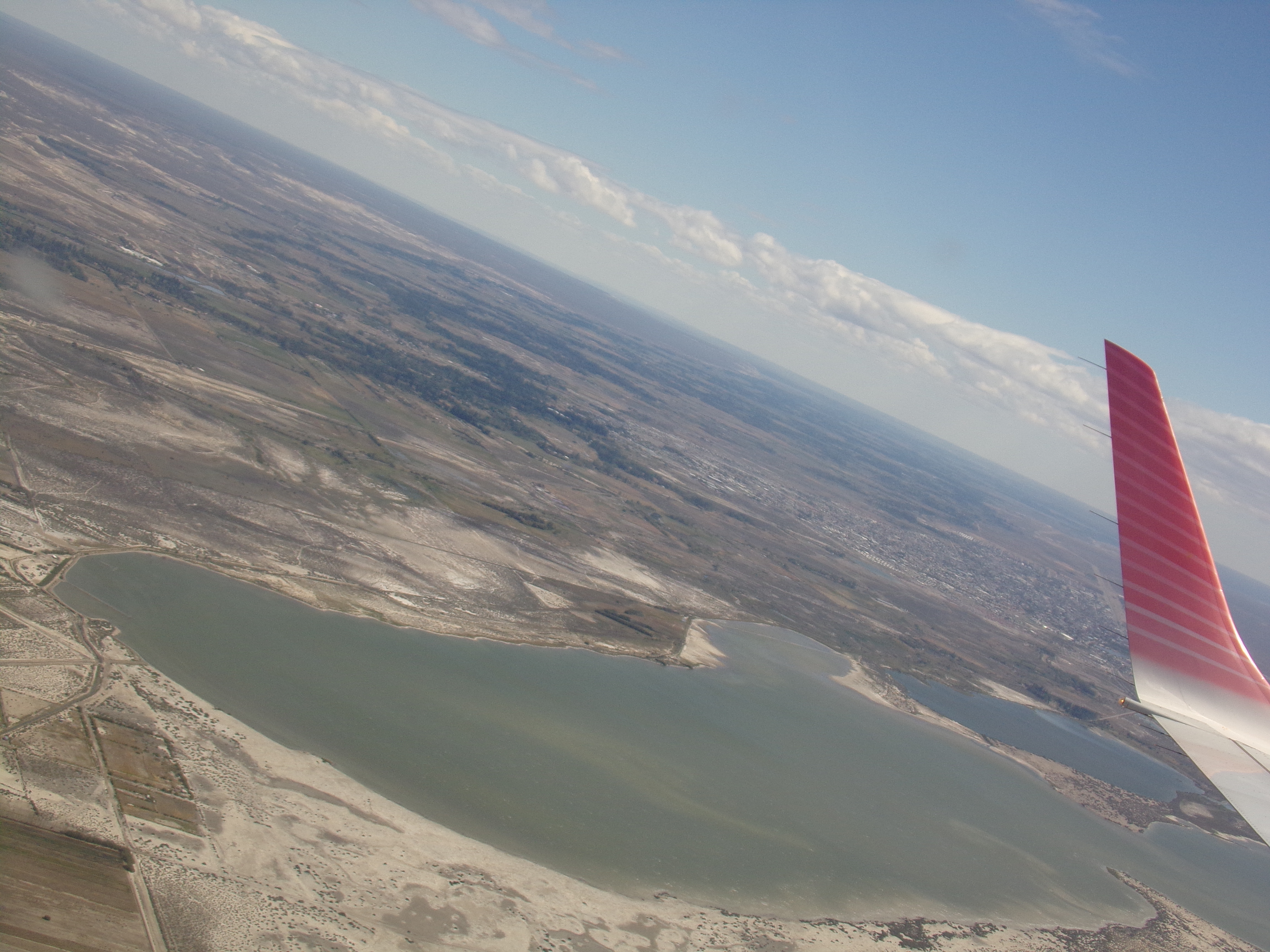
Casi sobre el centro de la imagen, el extremo sur de la laguna dividido en dos por el terraplén del ex ferrocarril